# Bengt Jönsson Oxenstierna
Pour les articles homonymes, voir Jönsson.
Bengt Jönsson Oxenstierna  (né vers 1390 et mort en 1450) est un administrateur du royaume ou régent de Suède (suédois: Riksföreståndare) qui exerce cette fonction en 1448 conjointement avec son frère Nils Jönsson Oxenstierna.

## Biographie
Bengt Jönsson Oxenstierna est le fils de Jöns Bengtsson Oxenstierna « l’Ancien » et Martha Finvidsdotter, issus tous deux de nobles et puissantes familles suédoises.
Bengt Jönsson devient membre du Conseil privé du royaume à partir de 1435, justicier d’Uppland en 1439. Il est armé chevalier par le roi de l'union de Kalmar Christophe de Bavière lors des cérémonies de son couronnement en 1441. Il devient la même année maître de la cour royale.
Après la mort soudaine du souverain il exerce conjointement avec son frère Nils Jönsson Oxenstierna la fonction d'administrateur du royaume ou régent de Suède de janvier à juin 1448. Partisan de l'union de Kalmar il doit cependant se retirer lors de l'élection comme roi du candidat national l'ancien régent Karl Bonde.

## Unions et postérité
Bengt Jönsson épouse en 1416 Kristina Kristiernsdotter Vasa, morte vers 1430, avec qui il aura un fils, Jöns Bengtsson Oxenstierna.
Il conclut une seconde union en 1437 avec Martha Lydekadotter Stralendorp.